# Associazione Calcio Prato 1958-1959
Questa pagina raccoglie le informazioni riguardanti l'Associazione Calcio Prato nelle competizioni ufficiali della stagione 1958-1959.

## Rosa
| N. |                   | Ruolo | Calciatore        |
| -- | ----------------- | ----- | ----------------- |
|    | Italia (bandiera) | A     | Bruno Arriva      |
|    | Italia (bandiera) | P     | Enrico Bastiani   |
|    | Italia (bandiera) | A     | Bruno Bertini     |
|    | Italia (bandiera) | C     | Furio Bigogno     |
|    | Italia (bandiera) | A     | Giorgio Bozzato   |
|    | Italia (bandiera) | A     | Roberto Breschi   |
|    | Italia (bandiera) | P     | Doriano Carlotti  |
|    | Italia (bandiera) | A     | Natale Colla      |
|    | Italia (bandiera) | P     | Luigi Conti       |
|    | Italia (bandiera) | A     | Italo Corradino   |
|    | Italia (bandiera) | A     | Franco Fioravanti |
|    | Italia (bandiera) | D     | Roberto Galeotti  |

| N. |                   | Ruolo | Calciatore        |
| -- | ----------------- | ----- | ----------------- |
|    | Italia (bandiera) | A     | Giuseppe Logaglio |
|    | Italia (bandiera) | A     | Riccardo Moradei  |
|    | Italia (bandiera) | A     | Bruno Nattino     |
|    | Italia (bandiera) | C     | Fulvio Nesti      |
|    | Italia (bandiera) | C     | Aldo Perni        |
|    | Italia (bandiera) | A     | Alberto Righetti  |
|    | Italia (bandiera) | D     | Italo Rizza       |
|    | Italia (bandiera) | D     | Antonio Rossi     |
|    | Italia (bandiera) | A     | Marcello Somigli  |
|    | Italia (bandiera) | D     | Renato Targioni   |
|    | Italia (bandiera) | C     | Mario Verdolini   |

## Risultati

### Serie B

#### Girone di andata
| 8 gennaio 1958 1ª giornata | Venezia | 2 – 0 | Prato |  |

| 28 settembre 1958 2ª giornata | Prato | 3 – 0 | Parma |  |

| 5 ottobre 1958 3ª giornata | Cagliari | 2 – 1 | Prato |  |

| 12 ottobre 1958 4ª giornata | Prato | 0 – 1 | Simmenthal-Monza |  |

| 19 ottobre 1958 5ª giornata | Taranto | 0 – 0 | Prato |  |

| 26 ottobre 1958 6ª giornata | Prato | 0 – 1 | Verona |  |

| 2 novembre 1958 7ª giornata | Brescia | 3 – 0 | Prato |  |

| 16 novembre 1958 8ª giornata | Prato | 0 – 2 | Lecco |  |

| 23 novembre 1958 9ª giornata | Sambenedettese | 3 – 1 | Prato |  |

| 30 novembre 1958 10ª giornata | Prato | 0 – 1 | Zenit Modena |  |

| 7 dicembre 1958 11ª giornata | Vigevano | 4 – 1 | Prato |  |

| 14 dicembre 1958 12ª giornata | Prato | 0 – 2 | Reggiana |  |

| 21 dicembre 1958 13ª giornata | Atalanta | 3 – 1 | Prato |  |

| 15 dicembre 1946 14ª giornata | Novara | 3 – 1 | Prato |  |

| 4 gennaio 1959 15ª giornata | Prato | 1 – 1 | Palermo |  |

| 11 gennaio 1959 16ª giornata | Prato | 3 – 1 | Messina |  |

| 18 gennaio 1959 17ª giornata | Marzotto Valdagno | 1 – 0 | Prato |  |

| 25 gennaio 1959 18ª giornata | Prato | 0 – 2 | Catania |  |

| 1º febbraio 1959 19ª giornata | Como | 2 – 1 | Prato |  |

#### Girone di ritorno
| 8 febbraio 1959 20ª giornata | Prato | 0 – 3 | Venezia |  |

| 15 febbraio 1959 21ª giornata | Parma | 3 – 1 | Prato |  |

| 22 febbraio 1959 22ª giornata | Prato | 0 – 0 | Cagliari |  |

| 1º marzo 1959 23ª giornata | Simmenthal-Monza | 1 – 0 | Prato |  |

| 8 marzo 1959 24ª giornata | Prato | 0 – 0 | Taranto |  |

| 15 marzo 1959 25ª giornata | Verona | 0 – 0 | Prato |  |

| 19 marzo 1959 26ª giornata | Prato | 1 – 1 | Brescia |  |

| 22 marzo 1959 27ª giornata | Lecco | 2 – 0 | Prato |  |

| 29 marzo 1959 28ª giornata | Prato | 1 – 0 | Sambenedettese |  |

| 5 aprile 1959 29ª giornata | Zenit Modena | 0 – 2 | Prato |  |

| 12 aprile 1959 30ª giornata | Prato | 1 – 0 | Vigevano |  |

| 19 aprile 1959 31ª giornata | Reggiana | 1 – 0 | Prato |  |

| 26 aprile 1959 32ª giornata | Prato | 1 – 1 | Atalanta |  |

| 3 maggio 1959 33ª giornata | Prato | 4 – 1 | Novara |  |

| 10 maggio 1959 34ª giornata | Palermo | 3 – 0 | Prato |  |

| 17 maggio 1959 35ª giornata | Messina | 1 – 1 | Prato |  |

| 24 maggio 1959 36ª giornata | Prato | 2 – 1 | Marzotto Valdagno |  |

| 31 maggio 1959 37ª giornata | Catania | 2 – 2 | Prato |  |

| 6 giugno 1959 38ª giornata | Prato | 2 – 0 | Como |  |

## Statistiche

### Statistiche di squadra
| Competizione | Punti | In casa | In casa | In casa | In casa | In casa | In casa | In trasferta | In trasferta | In trasferta | In trasferta | In trasferta | In trasferta | Totale | Totale | Totale | Totale | Totale | Totale | DR  |
| Competizione | Punti | G       | V       | N       | P       | Gf      | Gs      | G            | V            | N            | P            | Gf           | Gs           | G      | V      | N      | P      | Gf     | Gs     | DR  |
| ------------ | ----- | ------- | ------- | ------- | ------- | ------- | ------- | ------------ | ------------ | ------------ | ------------ | ------------ | ------------ | ------ | ------ | ------ | ------ | ------ | ------ | --- |
| Serie B      | 25    | 19      | 7       | 5       | 7       | 19      | 18      | 19           | 1            | 4            | 14           | 12           | 36           | 38     | 8      | 9      | 21     | 31     | 54     | -23 |
| Coppa Italia |       | 2       | 2       | 0       | 0       | 5       | 3       | 1            | 0            | 0            | 1            | 0            | 3            | 3      | 2      | 0      | 1      | 5      | 6      | -1  |
| Totale       |       | 21      | 9       | 5       | 7       | 24      | 21      | 20           | 1            | 4            | 15           | 12           | 39           | 41     | 10     | 9      | 22     | 36     | 60     | -24 |

### Statistiche dei giocatori
| Giocatore     | Serie B  | Serie B | Coppa Italia | Coppa Italia | Totale   | Totale |
| Giocatore     | Presenze | Reti    | Presenze     | Reti         | Presenze | Reti   |
| ------------- | -------- | ------- | ------------ | ------------ | -------- | ------ |
| B. Arriva     | 9        | 1       | 3            | 0            | 12       | 1      |
| E. Bastiani   | 2        | -3      | 3            | -6           | 5        | -9     |
| B. Bertini    | 5        | 0       | 2            | 0            | 7        | 0      |
| Bertolini     | -        | -       | 1            | 0            | 1        | 0      |
| F. Bigogno    | 14       | 0       | -            | -            | 14       | 0      |
| G. Bozzato    | 21       | 5       | -            | -            | 21       | 5      |
| R. Breschi    | 3        | 0       | 2            | 0            | 5        | 0      |
| D. Carlotti   | 34       | -48     | -            | -            | 34       | -48    |
| N. Colla      | 29       | 8       | -            | -            | 29       | 8      |
| L. Conti      | 2        | -3      | -            | -            | 2        | -3     |
| I. Corradino  | 29       | 2       | 2            | 0            | 31       | 2      |
| F. Fioravanti | 4        | 0       | -            | -            | 4        | 0      |
| R. Galeotti   | 2        | 0       | -            | -            | 2        | 0      |
| G. Logaglio   | 17       | 0       | -            | -            | 17       | 0      |
| R. Moradei    | 29       | 8       | 2            | 2            | 31       | 10     |
| B. Nattino    | 26       | 1       | 3            | 1            | 29       | 2      |
| F. Nesti      | 16       | 0       | 1            | 0            | 17       | 0      |
| A. Perni      | 34       | 3       | 3            | 2            | 37       | 5      |
| A. Righetti   | 2        | 0       | 1            | 0            | 3        | 0      |
| I. Rizza      | 25       | 0       | 2            | 0            | 27       | 0      |
| A. Rossi      | 38       | 1       | 3            | 0            | 41       | 1      |
| M. Somigli    | 3        | 0       | 2            | 0            | 5        | 0      |
| R. Targioni   | 36       | 2       | 2            | 0            | 38       | 2      |
| Verdini       | -        | -       | 1            | 0            | 1        | 0      |
| M. Verdolini  | 38       | 0       | 2            | 0            | 40       | 0      |